# Nuova Antologia

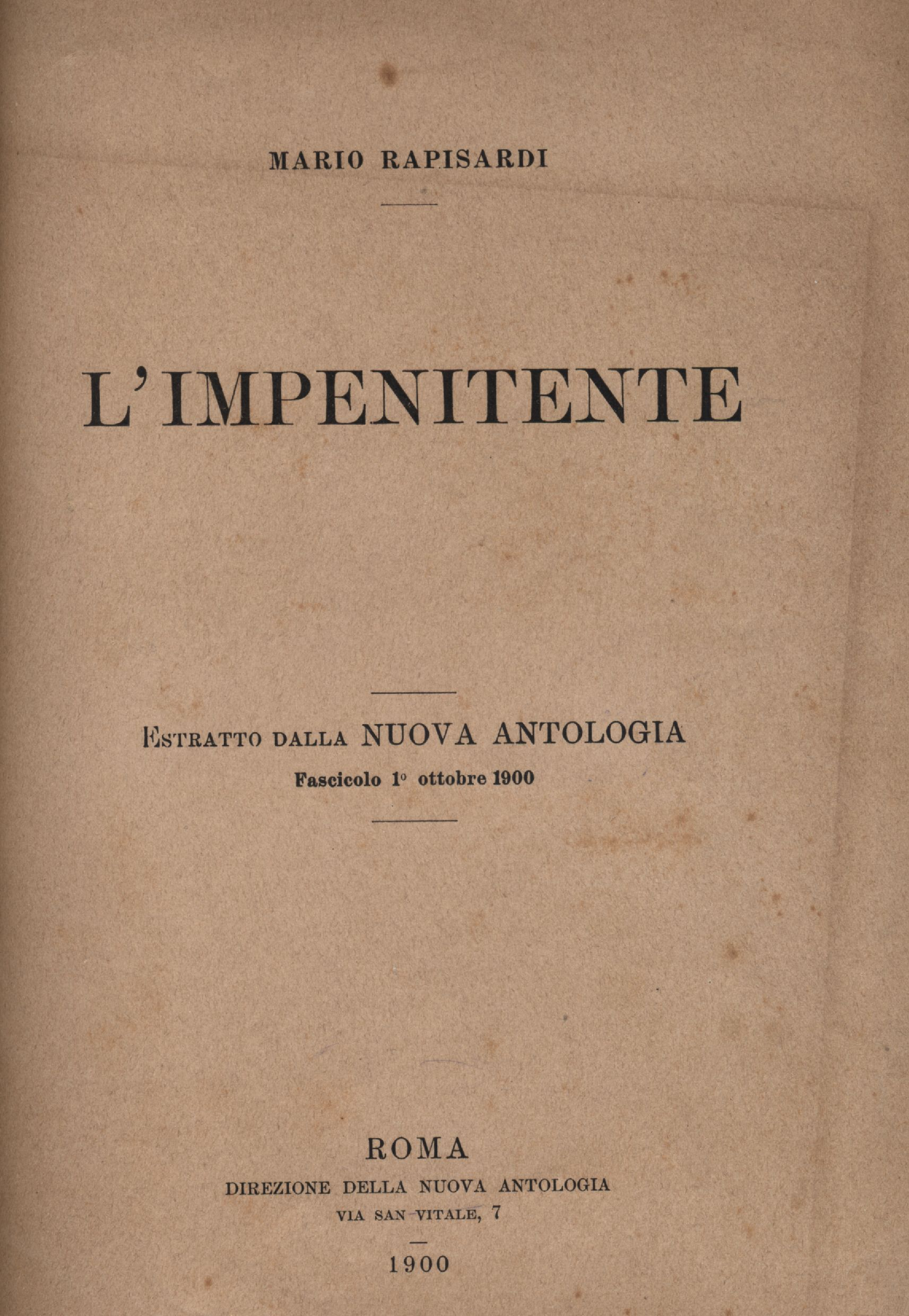
L'Impenitente di Mario Rapisardi, estratto dalla «Nuova Antologia» (1900).

Nuova Antologia è un periodico trimestrale di lettere, scienze e arti fondato nel gennaio 1866 a Firenze, come ideale continuazione dell'«Antologia» del Vieusseux. È edita dalla Fondazione Spadolini Nuova Antologia ed è tra le più longeve e prestigiose riviste italiane in attività.

## Storia

### Il XIX secolo
La rivista fu fondata a Firenze sul finire del 1865 da Francesco Protonotari (1836-1888), professore di Economia politica a Pisa. Il nome completo della testata era «Nuova Antologia di scienze, lettere ed arti».
Il titolo indicava chiaramente l'intenzione del fondatore di rifarsi alla famosa «Antologia» del Vieusseux (edita a Firenze dal 1821 al 1832). Come la rivista da cui traeva esempio e ispirazione, la «Nuova Antologia» voleva unire il sapere scientifico a quello umanistico. La rivista però non voleva essere un esercizio teorico di erudizione: insieme ai saggi conteneva commenti sull'attualità e sulla politica italiana, interna ed estera.
Il primo fascicolo recò la data del 31 gennaio 1866. La «Nuova Antologia» era stampata dalla tipografia dei Successori Le Monnier. Nelle prime dodici annate la rivista, che uscì in fascicoli mensili di circa 200 pagine, ebbe per collaboratori nomi illustri come Manzoni, Petruccelli della Gattina, Tommaseo, Maffei, Mamiani, Boni e altri.
Nel gennaio 1878 la periodicità passò da mensile a quindicinale. In marzo la sede fu trasferita a Roma, in via San Sebastianello, nei pressi di piazza di Spagna. Dopo la trasformazione della periodicità e il trasferimento, nel gennaio 1880 si decise anche di togliere dalla testata le parole scienze, lettere ed arti, trasferite nel sottotitolo «Rivista di scienze, lettere ed arti». Dopo la morte del fondatore (1888), la direzione venne affidata al fratello, Giuseppe Protonotari. Nel 1900 il sottotitolo divenne «Rivista di lettere scienze ed arti».

### Dal 1900 al 1945
La «Nuova Antologia», sotto la direzione di Maggiorino Ferraris (1897 - 1926) conobbe uno dei periodi di maggiore produttività e diffusione, sia per i nomi prestigiosi dei collaboratori, tra i quali Giovanni Cena (redattore capo) e intellettuali quali Labriola, Croce, Carducci, Pascoli, sia per la qualità dei testi prodotti, sia per il tocco di modernità che la nuova direzione seppe imprimere. In questo periodo le pagine della rivista ospitarono i Saggi critici di De Sanctis, il Mastro-don Gesualdo di Verga, Piccolo Mondo antico di Fogazzaro, Cenere di Grazia Deledda, Il fu Mattia Pascal di Pirandello, la Signorina Felicita di Gozzano, i Ricordi d'infanzia e di scuola di De Amicis e altre importanti opere letterarie dell'epoca, nonché inchieste giornalistiche e politico-culturali, tra le quali si ricordano quelle della giovane scrittrice e pioniera del femminismo italiano Clelia Romano Pellicano.
Durante la prima guerra mondiale la rivista interruppe le pubblicazioni, ma quando nel dopoguerra le riprese, non riuscì a recuperare le caratteristiche che l'avevano distinta nel panorama letterario fra la fine dell'Ottocento e gli inizi del Novecento. La «Nuova Antologia» non cercò di stare al passo con le altre riviste che avevano recuperato scegliendo la via del dibattito e della polemica letteraria, ma ne rimase distante preferendo sempre la linea più tradizionale e non incline alle battaglie ideologiche.
Con l'avvento del fascismo, il regime decise d'impossessarsi della rivista. La sede fu trasferita in via del Collegio Romano. «Nuova Antologia» divenne la rivista ufficiale dell'Accademia d'Italia; la direzione fu affidata a Luigi Federzoni (dal 1932 alla caduta del regime nel luglio 1943), il caporedattore era Antonio Baldini. La rivista presentava delle rubriche fisse, come le Rassegne di letteratura, economia, arti e scienze e le Ricerche. Ebbe altri collaboratori famosi, come Eugenio Garin, Alessandro Bonsanti, Carlo Bo, Nicola Abbagnano, Norberto Bobbio, Renzo De Felice, Arturo Carlo Jemolo, Matilde Serao, Grazia Deledda, Giovanni Papini, Luigi Ugolini, Nicolò d'Alfonso e Achille Campanile. Tra le anticipazioni si ricordano le pagine delle Sorelle Materassi di Aldo Palazzeschi e del Mulino del Po di Riccardo Bacchelli.
Tra la caduta del regime (25 luglio 1943) e la liberazione di Roma (4 giugno 1944) la rivista ebbe uscite irregolari.  Durante la Repubblica Sociale Italiana, un'altra Nuova Antologia fu edita tra Firenze e Milano (diretta da Giovanni Gentile nei suoi ultimi mesi di vita), mentre a Roma ripresero le uscite regolari nell'Italia liberata. La rivista venne riscattata (1945) da un gruppo di industriali presieduto da Guido Zerilli Marimò. La società editrice venne denominata Nuova Antologia, lo stesso nome della rivista. L'incarico di redattore capo fu affidato di nuovo ad Antonio Baldini: lo svolse fino al 1962, anno della sua morte.

### Dal 1946 al 2000
Alla metà del XX secolo la diffusione era limitata a poche migliaia di copie, vendute perlopiù su abbonamento, ma era elevato il suo prestigio, dato che raccoglieva il meglio dell'intellettualità italiana. Nel Comitato direttivo della «Nuova Antologia» entrarono Giovanni Spadolini, Aldo Ferrabino, Pasquale Jannaccone, Giuseppe Paratore ed Arturo Carlo Jemolo, Roberto Ago e Mario Toscano.
Alla fine degli anni Cinquanta la «Nuova Antologia» trovò sede in via dell'Umiltà. Nel decennio successivo la sede fu trasferita in via Marcello Malpighi (nei pressi della Nomentana). Negli anni settanta la rivista attraversò un periodo di crisi, giungendo a un passo dalla chiusura. Giovanni Spadolini, direttore de facto sin dal 1956, lanciò una campagna di stampa che incontrò un insperato successo (novembre 1977 - febbraio 1978). Dopo aver salvato la rivista, Spadolini ne rilevò la proprietà (al prezzo simbolico di una lira) e si occupò in prima persona del suo rilancio.
Trasferì la sede della rivista a Firenze, dov'era nata, e mutò la periodicità da mensile a trimestrale. Il primo fascicolo della nuova edizione, dove il sottotitolo cambia in «Rivista trimestrale di lettere, scienze ed arti», uscì nel 1978 (fasc. 2125-2126 del gennaio-giugno 1978), consta di quasi settecento pagine e contiene saggi di Eugenio Montale, Jemolo, Eugenio Garin, Bauer, Leo Valiani, Galasso, Piero Chiara, Alberto Ronchey e altri. Infine, nel luglio 1980 nacque la Fondazione Nuova Antologia, la società che è tuttora proprietaria della rivista. Dopo la morte di Giovanni Spadolini (4 agosto 1994), la fondazione è stata rinominata Fondazione Spadolini Nuova Antologia.
Nella sua lunga storia, la «Nuova Antologia» lanciò due giovani che divennero firme di prim'ordine del giornalismo italiano: Indro Montanelli (1935) ed Eugenio Scalfari (1946).

## Firme del secondo Novecento
- Carlo Emilio Gadda
- Emilio Cecchi
- Maria Bellonci
- Giuseppe Ungaretti
- Umberto Saba
- Eugenio Montale
- Mario Luzi
- Piero Calamandrei
- Giuseppe Prezzolini
- Geno Pampaloni
- Luigi Einaudi
- Massimo Mila
- Elémire Zolla
- Giuliano Amato
- Claudio Magris
- Carlo Azeglio Ciampi
- Gabriele De Rosa
- Giuseppe Galasso
- Jacques Delors
- Jean Starobinski

## Riconoscimenti
La Fondazione Spadolini Nuova Antologia assegna un premio annuale fondato in onore della madre di Spadolini, Lionella, il cui bando è rivolto a tesi di laurea e a tesi di dottorato.

## Direttori
- Francesco Protonotari (gennaio 1866 - 1888)
- Giuseppe Protonotari (fratello del precedente, 1888 - 1897)
- Maggiorino Ferraris (1897 - aprile 1926)
  - Giovanni Cena, redattore capo (1902-1917)

Dall'aprile 1926 al luglio 1943 la rivista è retta da un Comitato di direzione. Presidenti:
- Tommaso Tittoni (aprile 1926 - 7 febbraio 1931)
  - Giulio Cesare Viola, redattore capo (1926-1931)
- Luigi Federzoni (1º giugno 1931 - luglio 1943)
  - Antonio Baldini, redattore capo dal 1º giugno 1931
- ... (luglio-ottobre 1943)
- Giovanni Gentile (novembre 1943 - 15 aprile 1944)
- Ridolfo Mazzucconi (maggio-dicembre 1944)
- Mario Ferrara (gennaio 1945 - gennaio 1956)
  - Antonio Baldini, redattore capo (1946- 1962)
- Giovanni Spadolini (gennaio 1956 - agosto 1994)[8]
- Cosimo Ceccuti (1994 - in carica)